# 唱導
唱導（しょうどう）は、仏法を説いて衆生を導く語りものであり、数ある日本の話芸にとって、その源流のひとつでもある。日本史上では、とくに中世において大きな展開を遂げた。唱導はまた「唱道」とも表記し、「演説」「説法」「説教」「法説」「法談」「講義」など様々に呼称される。本来的には、唱導ないし説経とは仏教の経典を講じ教義を説くことであって、それ自体は文学でも芸能でもなかったが、文字の読み書きのできない庶民への教化という契機から音韻抑揚をともなうようになったものである。それはまた、比喩・因縁など文学方面の関心を強めることにもつながり、これを「唱導文学」と称する。
唱導は、古代の中国においても盛んで、ことに東晋代の高僧で仏教の中国化に功のあった廬山の慧遠はその達人であったといわれる。

## 日本における唱導

### 概要
日本古代の教化僧はよく唱導をおこなった。狭義の「説教」では、仏教の教理を説いたが、それは当初、仏典の意味するところを解説する、現代でいうところの法話であった。それに対して、広義の「説教」に属する「唱導」は音韻に抑揚とメロディともない、経典の趣旨を取り出して比喩や因縁話を用いて語ることで人びとを仏教信仰に導いたのである。
唱導は、日本仏教において独特の発展を遂げたが、ことに浄土教系の仏教においては布教の要とでもいうべき重要な位置を占めた。ある種の宗教体験を特に重んじる禅や密教と比較して、浄土門の教義は「語る」「聞く」「共振する」「場を感じる」などの宗教性を重んじたことから、言語に依存する度合いが高かったためと考えられる。そしてまた、信仰の大衆化を進める立場からは、修学僧が法理を講釈するというスタイルではなく、平易な話題を中心に、一定の旋律をともないながら、聴き手の宗教心に直接はたらきかけるようなスタイルが工夫されていった。こうして唱導の技法は、平安時代末期ころから次第に確立されていった。
唱導において節や抑揚をつけるという演出は、話し手と聴き手とのあいだに共振現象が生まれる場を創出させるための工夫でもあった。こうした営為は、他の宗教でも数多くみられる。仏教においても、最初期の段階から「祇夜（偈頌）」や「伽陀」などは節や抑揚をつけて読誦されていた。

### 歴史

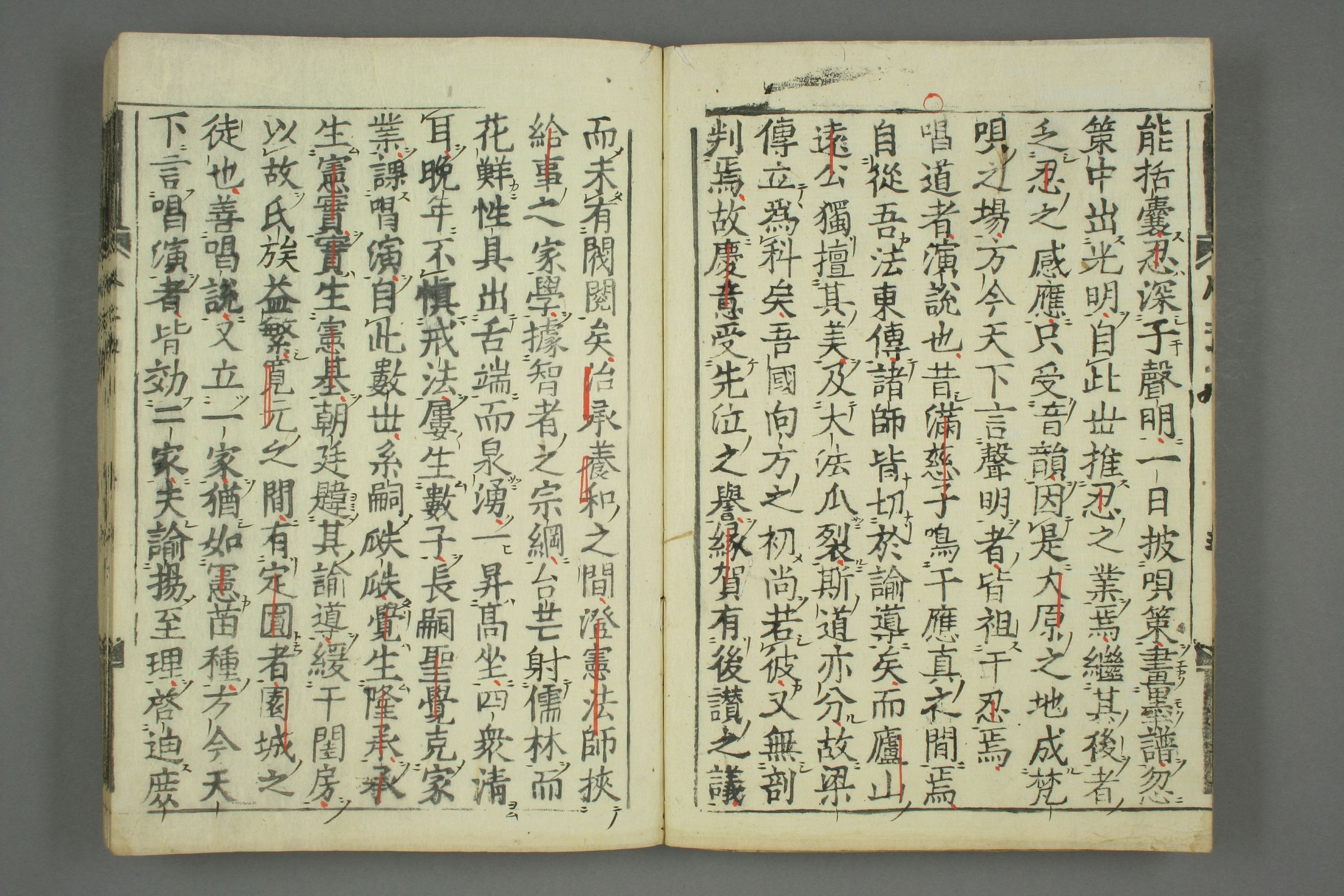
虎関師錬『元亨釈書』巻二十九（一部）
----
「唱導は演説なり」の言葉が確認できる。

清少納言の随筆『枕草子』には、説経唱導をおこなう唱導師について「説経の講師は顔よき」と述べた一文があり、平安時代中期において既に後世の娯楽性につながる要素のあったことがわかる。
鎌倉時代末期に成立した虎関師錬『元亨釈書』は、唱導の名手といわれた慶意には「先泣の誉」があったことを伝えているが、このことは、唱導の名手は聴衆を泣かせる前にまず自ら泣いたことを意味している。

#### 安居院流の成立
上述のとおり、唱導の技法の確立は平安末期すなわち院政期文化の時代に求められ、平治の乱で惨殺された信西の子で天台宗の僧であった澄憲（1126年-1203年）は、その名手として知られた。「富楼那尊者の再誕」「説法の上手」と称された澄憲は、父同様学識深く、その唱導も能弁で、しかも清朗な美声によるものだったため、多くの人びとを惹きつけ、多数の聴衆の感涙をさそったといわれる。九条兼実の日記『玉葉』や軍記物『源平盛衰記』などには、澄憲が承安4年（1174年）の干魃の際に祈雨を果たした効験により勧賞に預かったことが記されており、この干魃に際しては同様の効験により醍醐寺や東寺（教王護国寺）の僧も勧賞されている。澄憲の勧賞について、当時の朝廷内部にはその是非を問う向きもあったが、結果的には、龍神をさえ感応させたとして、唱導が読経・修法とならんで効験あるものと公認されたのであった。
澄憲は安元3年（1177年）に法印に叙せられ「澄憲法印」と称せられたが、のちに京都上京の安居院（延暦寺竹林院の里坊）に退去して法体のまま妻帯した。この妻帯は世の非難を浴びたが、澄憲はみずからの信念を得意の弁舌で主張し、「女人不浄」を唱える僧徒らに反駁、もって説教一筋の生活に勤めることを世に示した。澄憲の唱導は、台密古来の法華経主義と弥陀本願思想に讃同する浄土信仰によりながら、造寺造仏の功徳を肯定し、諸行往生を説いたうえで一向専修と阿弥陀如来への帰依を説くものであったと考えられる。

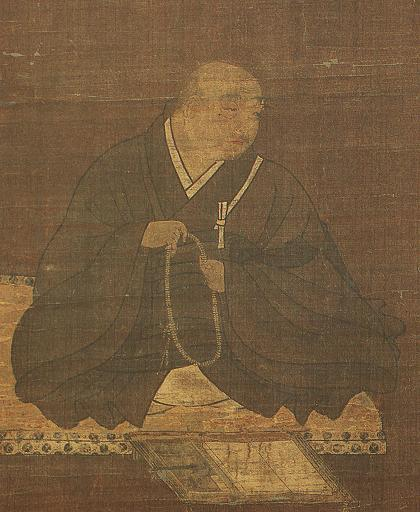
浄土宗の開祖、法然坊源空
----
聖覚の信仰・宗教活動に決定的な影響をあたえた。

澄憲の子の聖覚（1167年-1235年）も「舌端玉を吐く」と称されるほどの唱導の名人で、また、法然の高弟としても有名である。説話を多用して身振り手振りよく庶民に訴える唱導が、浄土門の教線拡張の手段として軌道に乗ったのは、聖覚が法然に帰依したことを機縁としている。『選択本願念仏集』において従来の伽藍仏教に決別し、持戒さえも否定してしまった法然は、乱世のなかで動揺するしかない無知文盲の民衆こそ最大の救済対象と唱え、それゆえ称名念仏だけではなく、聴くことによって庶民のこころを直接動かし思想形成をはかる唱導の意義を重視した。こうして説教の日常化が進み、説教自体にも節やリズムを付けるという歌謡性が加えられたのである。
法然の弟子で浄土真宗の開祖となった親鸞は兄弟子の聖覚を厚く尊敬したひとりであった。親鸞自身、その思想の根底に「聞法」「聞即信」をおく宗教家であり、真宗においても唱導はとくに重視された。親鸞は関東配流以降、聖覚の著した『唯信鈔』を熟読するよう弟子たちに求め、自らも註釈書（『唯信鈔文意』）を著述している。『唯信鈔』が法然の思想をそのまま伝える書として崇敬されたのである。親鸞は、民衆の間に布教する技術を聖覚から学んだともいわれている。本願寺第三世の覚如が集めた親鸞の言行録『口伝鈔』にも浄土門の思想を取り上げて民衆の喝采を浴びた聖覚のことが記載されている。聖覚は、父澄憲とくらべ民衆にいっそう傾斜し、表白体も徐々に形式をやわらげ、文芸的要素を濃くして専修念仏の立場を鮮明にした。聖覚が安居院に住し、「安居院法印」と呼ばれたことから彼の家系は安居院流（あぐいんりゅう）として浄土系唱導の本宗の地位をしめた。
『源氏物語』などによれば、澄憲の登場以前は、願文・諷誦文などを唱導者ではなく、文章博士など漢文学に造詣の深い学者がつくる例が多かったことが知られており、その作例は平安中期の『本朝文粋』などに収載されている。これに対し、澄憲は祈雨の効験を認められたことを契機として説法を一道とすべく「説法道」を提唱し、自作した「説法詞」の記録とそのテキスト化を推進したのであった。澄憲の著作としては、『源氏表白文』『法滅の記』『唱導鈔』『澄憲作文集』『澄憲作文大体』『澄憲表白集』『言泉集（ごんせんしゅう）』などが知られる。こうした作業は聖覚に引き継がれ、今日ものこる「安居院流唱導」のテキスト（説法資料）の伝承が始まった。平安・鎌倉期にあって唱導・説教を得意とした僧が澄憲・聖覚以外にも多数存在したことは各種史料で明らかであるが、にもかかわらず、かれらの系統のみが後世に絶大な影響をあたえたのは、このような事由によっている。なお、文章家と唱道者の漢文表現には少なからざる相違のあることも指摘されている。
聖覚の弟子の信承が撰した『法則集』は、安居院唱導のルールブックと称すべきものであり、導師の上堂や着座にはじまり、香炉の持ち方や磬（打楽器の一種）の演奏法、法会の種類に応じた語句の選び方、発声法、儀式の進行次第（神分、表白、願文、発願、四弘誓願、風誦文、教化（歌謡）、説法。つづいて、別願、廻向、総廻向、降座。最後に布教）などあらゆる作法を記しており、なおかつ、唱導の心構えについても教授する周到な著作である。

#### 三井寺流について
虎関師錬『元亨釈書』巻二十九（「音藝志七」）には、
とあり、鎌倉末期において、音声をもって仏道を隆盛たらしめるものとして経師（説経師）、梵唄（声明）、唱導、念仏の4種があったことを示している。
唱導は、安居院流のほかには寛元年間（1243年-1247年）に園城寺の定円がおこした三井寺流が知られており、同じ『元亨釈書』巻二十九に、
の記述がある。浄土系の安居院流に対し三井寺流は天台系で、この両者は鎌倉末期には唱導の二大流派と目されていたことが知られるものの、三井寺流は現存せず、派祖とされる定円についても詳細は不明である。日本の話芸の研究で知られる関山和夫は、説教師や浄瑠璃に三井寺流の痕跡を認めることができると論じたが、結果的には三井寺流は安居院流に吸収されるかたちで消滅したと考えられる。

#### 普通唱導集と神道集
鎌倉時代後半の13世紀末葉には『普通唱導集』が編まれた。これは、昭和初年に東大寺で発見された唱導のテキストであり、永仁5-6年（1297年-1298年）ころに良季という僧によって起稿されたものであるが、当時のあらゆる仏事法会を想定したものであり、型どおりの教理だけではなく、当時の社会秩序や職業等に多くの紙幅を割り当てており、仏教史のみならず中世の社会・文化・民俗における文献資料としても注目される。このテキストでは、唱導本来の表白体や願文体が記されている。
民間宗教家による唱導はまた、多くの語りものを生んだ。唱導が半僧半俗の下層の人びとによって担われてくると、唱導家のしごとも地方の人びとの口碑・伝説を収集する活動を包含するようになる。南北朝時代の成立と考えられる安居院流（安居院唱導教団）による『神道集』は、こうした説話を含めた唱導のテキストの集大成と考えられ、安居院流が聴衆に対し神仏の縁起と本地垂迹を語ったことをしめしている。『神道集』に収録された説話の約半数は、上野国・信濃国を中心として東山道・北陸道の諸地域における伝説・神話といった口承であり、安居院唱導の活動が京都から東国・北陸への往還に沿うものであったことを裏づける。そしてまた、文学史的にみれば、『神道集』は室町時代の御伽草子や説経節の先駆的性質を有しているとも指摘されるのである。

### 影響
「説経」は、しばしば説経唱導とも呼ばれ、伴奏楽器を鳴らし、あるいは踊りをともなったりして説経節や説経浄瑠璃などとして芸能化していくが、「唱導」は必ずしもただちに芸能化せず、説教（法話）のかたちでのこったと考えられる。しかし、この説教と説経節・ちょんがれとが結びついて中世の節付説教、さらに近世の節談説教へと発展していった。節談説教は、江戸時代において民衆の娯楽となったいっぽう、浪曲・講談・落語など話芸をはじめとする近世成立の諸芸能の母体となったが、これももともと唱導が音韻抑揚の節をもっていたことに由来すると考えられる。

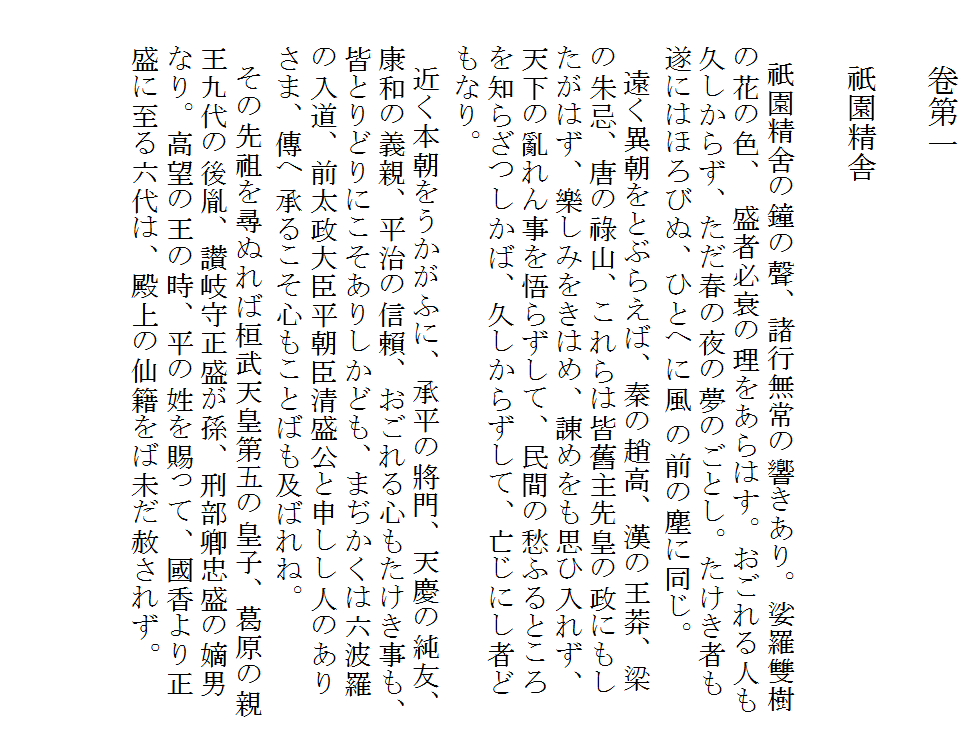
『平家物語』冒頭部分
----
唱導の影響を受けているといわれる。

冒頭に述べたように、唱導そのものは文学でも芸能でもないが、教化の対象が知識・教養に乏しい庶民の場合は、譬喩や因縁など説話の部分が親しみやすいため、そこから文学的な関心が深められていった。こうして生まれたのが「唱導文学」とされる。「唱導文学」の名を初めて用いたのは民俗学者の折口信夫であり、折口自身、「事実において、唱導文学は、説経文学を意味しなければならぬ」と述べたように、唱導文学は芸能としての説経に多大の素材をあたえた。
筑土鈴寛は、1930年（昭和5年）の「唱導と本地文学と」（『国語と国文学』誌所収）において、唱導のテキストである説法資料にふくまれる因縁譬喩譚と『今昔物語集』などに収載される説話とを比較して「説話文学と説経とは真に皮一重である」と論じている。また、後藤丹治は、『戦記物語の研究』（1936年）において、唱導それ自体が『平家物語』の成り立ちに多大な影響をあたえたことを指摘しており、以来、多くの研究者により「祇園精舎の鐘の声、諸行無常の響きあり」の冒頭に代表される『平家物語』の美文が安居院流説教の影響を強く受けたものであるという見解が支持されている
。

## 中国における唱導

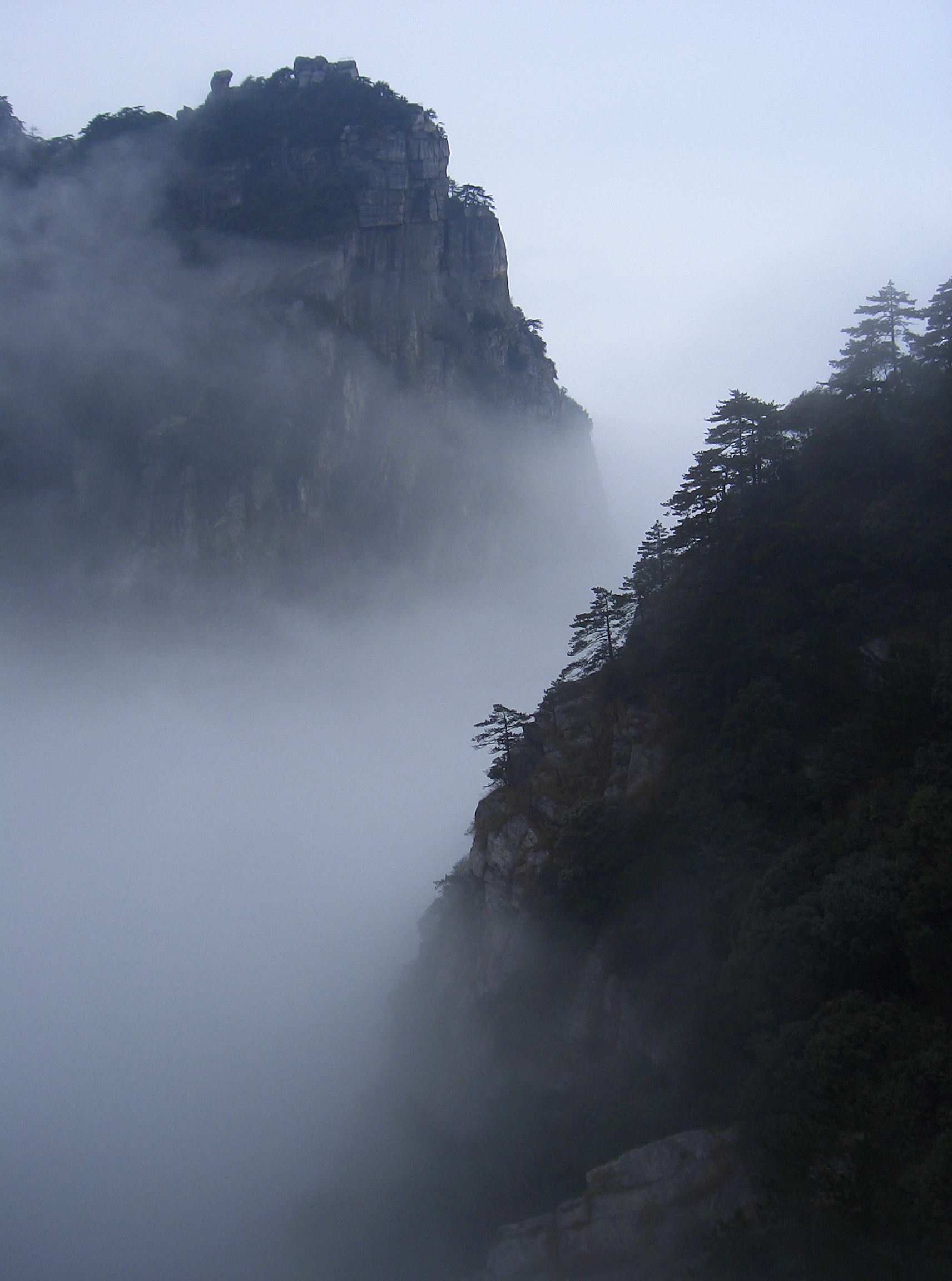
慧遠が住んだといわれる廬山（中華人民共和国江西省）
----
世界文化遺産に登録されている。

中国にける唱導は、南北朝時代から隋を経て唐の時代にわたって布教法の一環としておこなわれた。梁の慧皎が著した『高僧伝』（519年成立）巻十三には、説経師とならんで唱導が布教方式として挙げられており、廬山にあった慧遠を初期の唱導師として掲げている。唱導師はその出自の貴賤を問わず法会・斎会に招かれ、巧妙な語りと美しい節回しで聴衆を信仰の世界にいざなった。このとき説経師が同時に招かれて経典を講ずることもあった。唱導師は、教理に関する知識よりも美声であることを第一の要件とし、しだいに節回しの美しい詠唱そのものが求められるようになり、唐代にいたっては梵唄（声明）と変わらぬものへと転化した。ただし、前掲『高僧伝』には唱導の要素として第一に声、つづいて弁（弁舌）、才（才知）、博（博識）を掲げている。
唐代の道宣の著した『続高僧伝』（645年成立）によれば、隋代に法韻という仏僧が「諸々の碑誌および古導文百余巻」を誦したこと（巻三十）、また、隋の彦琮が新しい唱導法を編み出して旧来のものを改めたこと（巻二）などが記されており、時代の変化に応じて唱導のあり方も変わっていったことがうかがわれる。